# واق أوراسي

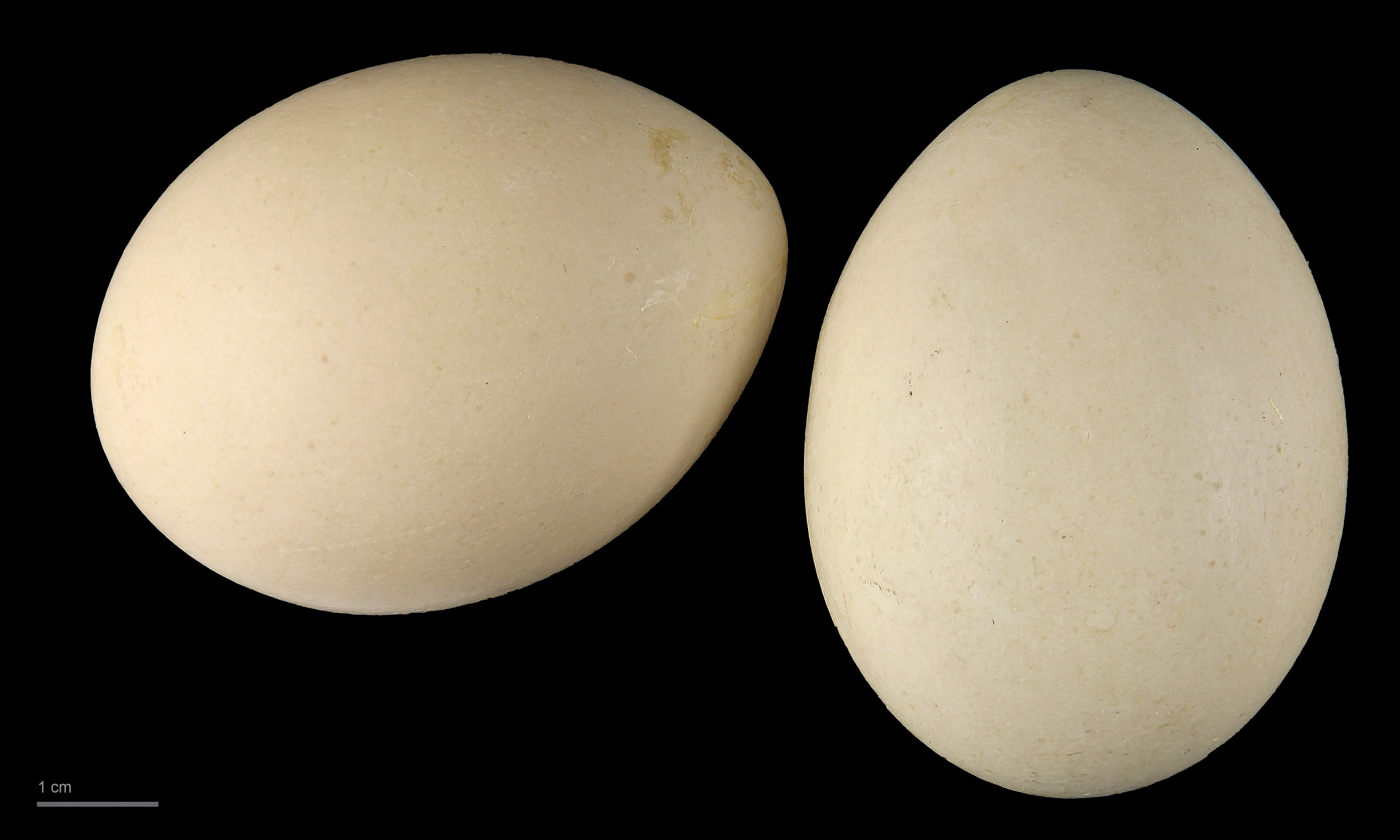
Botaurus stellaris

الواق الأوراسي أو الواق الأوروبي أو الواق العظيم (الاسم العلمي: Botaurus  stellaris) (بالإنجليزية: Eurasian  Bittern)‏ هو طائر ينتمي إلى البلشونيات (فصيلة: Ardeidae).